# Edderitz
Edderitz – dzielnica miasta Südliches Anhalt w Niemczech, w kraju związkowym Saksonia-Anhalt, w powiecie Anhalt-Bitterfeld.
Do 31 grudnia 2009 była to oddzielna gmina we wspólnocie administracyjnej Südliches Anhalt. Do 1 lipca 2007 należała do powiatu Köthen.

## Geografia
Dzielnica Edderitz położona jest niedaleko miasta Köthen (Anhalt).
W skład dawnej gminy wchodziły dwie dzielnice:
- Pfaffendorf
- Pilsenhöhe